# Daníel Hilmarsson
Daníel Hilmarsson (ur. 8 lutego 1964 w Dalvík) – islandzki narciarz alpejski, olimpijczyk z Calgary.

## Osiągnięcia

### Igrzyska olimpijskie
| Miejsce | Dzień     | Rok  | Miejscowość | Konkurencja | Czas biegu  | Strata   | Zwycięzca      |
| ------- | --------- | ---- | ----------- | ----------- | ----------- | -------- | -------------- |
| DNF     | 21 lutego | 1988 | Calgary     | Supergigant | -           | -        | Franck Piccard |
| 42.     | 25 lutego | 1988 | Calgary     | Gigant      | 2:22,74 min | +16,37 s | Alberto Tomba  |
| 24.     | 27 lutego | 1988 | Calgary     | Slalom      | 1:55,29 min | +15,82 s | Alberto Tomba  |